# بندقية كارل جوستاف
بندقية كارل جوستاف عديمة الارتداد (بالسويدية: Granatgevär m/48 Carl Gustaf) هي بندقية متعددة الاستعمالات يمكنها إطلاق قذائف مضادة للدروع أو التحصينات أو الأفراد إضافة إلى قنابل الدخان والتنوير.
البندقية من إنتاج شركة بيفور السويدية، صمم أول نموذج للسلاح عام 1946 ودخل الخدمة عام 1948 الفئة الأحدث للبندقية كارل جوستاف (M2) أنتجت عام 1964 أخر فئة أنتجت هي (M3) في عام 1991.

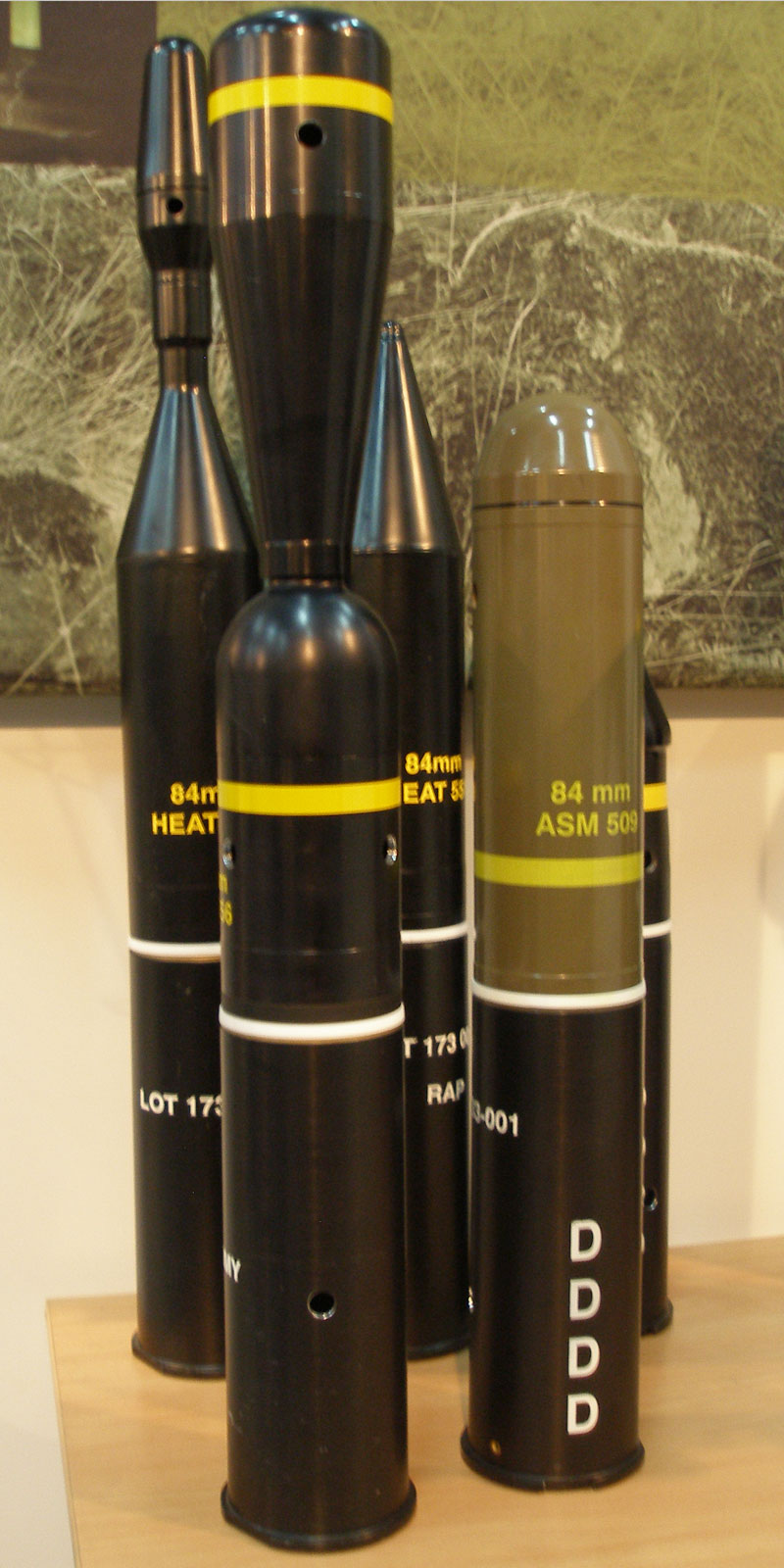
ذخيرة بندقية عديمة الارتداد (قذائف التعبئة) كارل جوستاف.

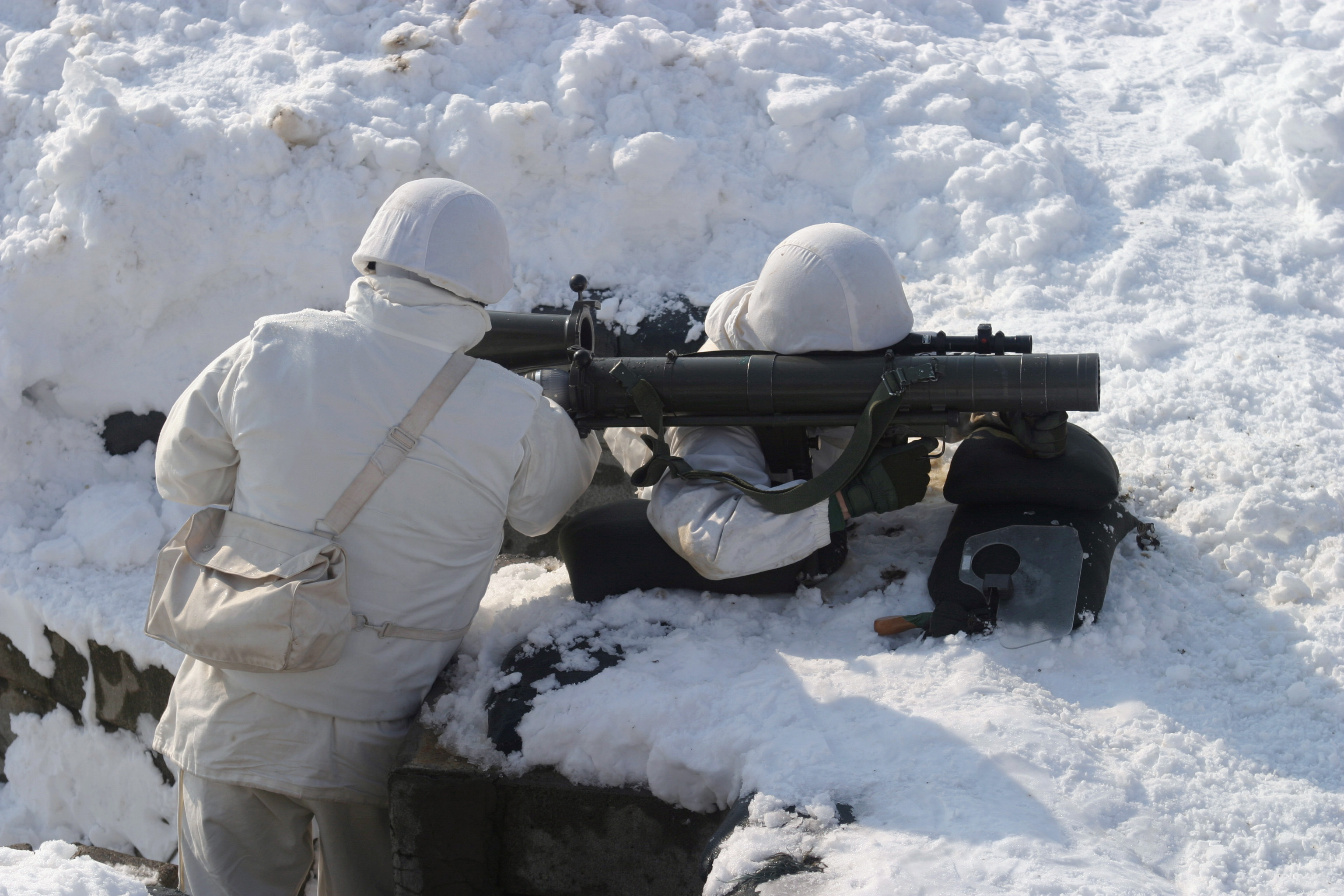
الجنود اليابانيون وهو يستخدمون نوعا يابانيا من قذائف غوستاف

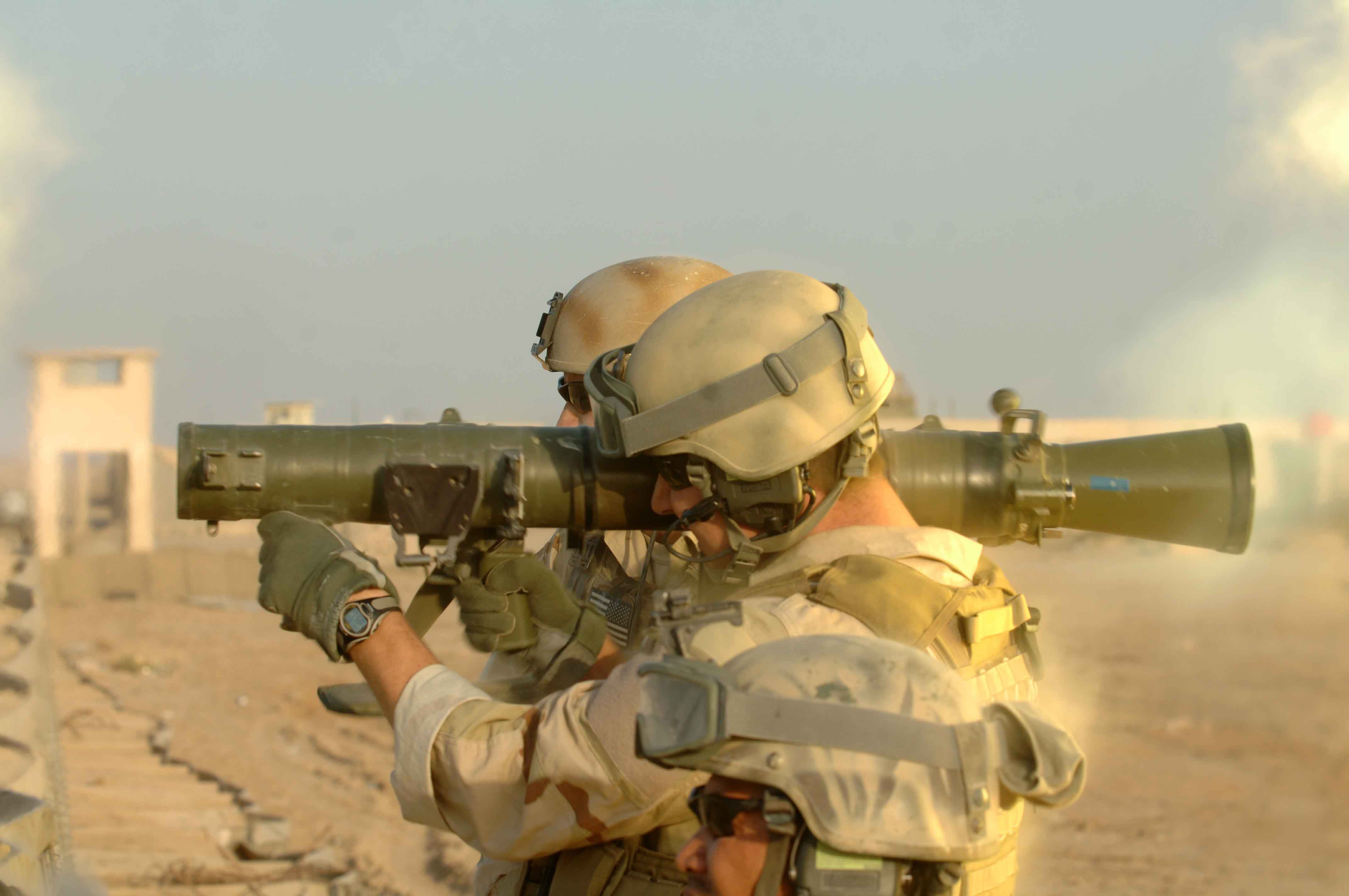
القوات الأمريكية الخاصة وهي تتدرب على القاذفة عديمة الارتداد

## الدول المستخدمة لهذا السلاح
- تركيا
- أستراليا
- بلغاريا
- النمسا
- اليابان
- إسرائيل
- الهند
- كينيا
- ليبيا
- البرازيل
- ماليزيا
- الإمارات العربية المتحدة
- السويد
- الولايات المتحدة
- غانا
- ألمانيا
- سنغافورة
- المملكة المتحدة
- بوتسوانا
- نيجيريا
- السعودية